# Kuai Dafu
Kuai Dafu, né le 13 septembre 1945 dans le comté de Binhai de la province du Jiangsu, il est l'un des cinq principaux  étudiants à diriger les gardes rouges pendant la Révolution culturelle en Chine. Emprisonné sans jugement en 1971, il est finalement condamné en 1983 à une longue peine de prison.

## Biographie
Kuai Dafu est issu d'une famille de paysan pauvre et membre des Jeunesses communistes. Il est un étudiant dans une des universités Pékinoises les plus importantes de Chine, celle de Qinghua.
Début juin 1966, Kuai Dafu et ses partisans décident d'attaquer la direction de l'Université Tsinghua. Le 10 juin, en réaction, une « équipe de travail », conseillée par Wang Guangmei (épouse de Liu Shaoqi), vient neutraliser les étudiants rebelles et soutient les étudiants conservateurs. Le Président de la République Liu Shaoqi dénonce Kuai Dafu comme un « démon », il devient alors la cible de violentes attaques. Il y répond de façon provocante par des défis publics, il effectue même une grève de la faim. Mais Mao Zedong revient à Pékin, et courant juillet, les équipes de travail sont leurs tours critiquées et retirées de l'université. Kuai Dafu apparait comme le vainqueur de l'affrontement et devient un véritable héros national. Qinghua devient un des centres de la Révolution culturelle. Le 6 octobre, Kuai Dafu préside place Tian’anmen un rassemblement de tous les étudiants rebelles du pays. Les Gardes rouges que Kuai Dafu commande (les Jinggangshan) fédèrent toute la gauche étudiante. C'est de Qinghua que commencent les premières critiques contre Liu Shaoqi (il sera arrêté, destitué et emprisonné) et que partent des étudiants radicaux dans l'ensemble de la Chine.
Après le « contre-courant de février », Mao Zedong donne à nouveau son soutien au début de 1968 aux groupes révolutionnaires. Afin d'éviter l'écrasement des gardes rouges, des milliers d'ouvriers sont envoyés à l'université de Pékin pour désarmer les factions et rétablir l'autorité. On dit alors que « la classe ouvrière doit diriger en tout » et que « les ouvriers resteront longtemps et même toujours dans l'université ». Mao convoque Kuai Dafu, le chef des gardes rouges de l'université de Pékin. Ce débat clôt le mouvement des « gardes rouges ». Mao entame la reconstruction du parti.
Les étudiants rebelles sont traduits devant les « masses populaires », Kuai Dafu et d’autres Gardes rouges, comme Nie Yuanzi, sont emprisonnés sans jugement en 1971. En mars 1983, Kuai Dafu est condamné, comme Nie Yuanzi, à 17 ans de prison et 4 ans de privation de droits civiques.
Ironie de l’histoire, il se retrouve en prison avec Wei Jingsheng, un militant chinois pour la démocratie, réclamant La Cinquième Modernisation.